# Tosilato

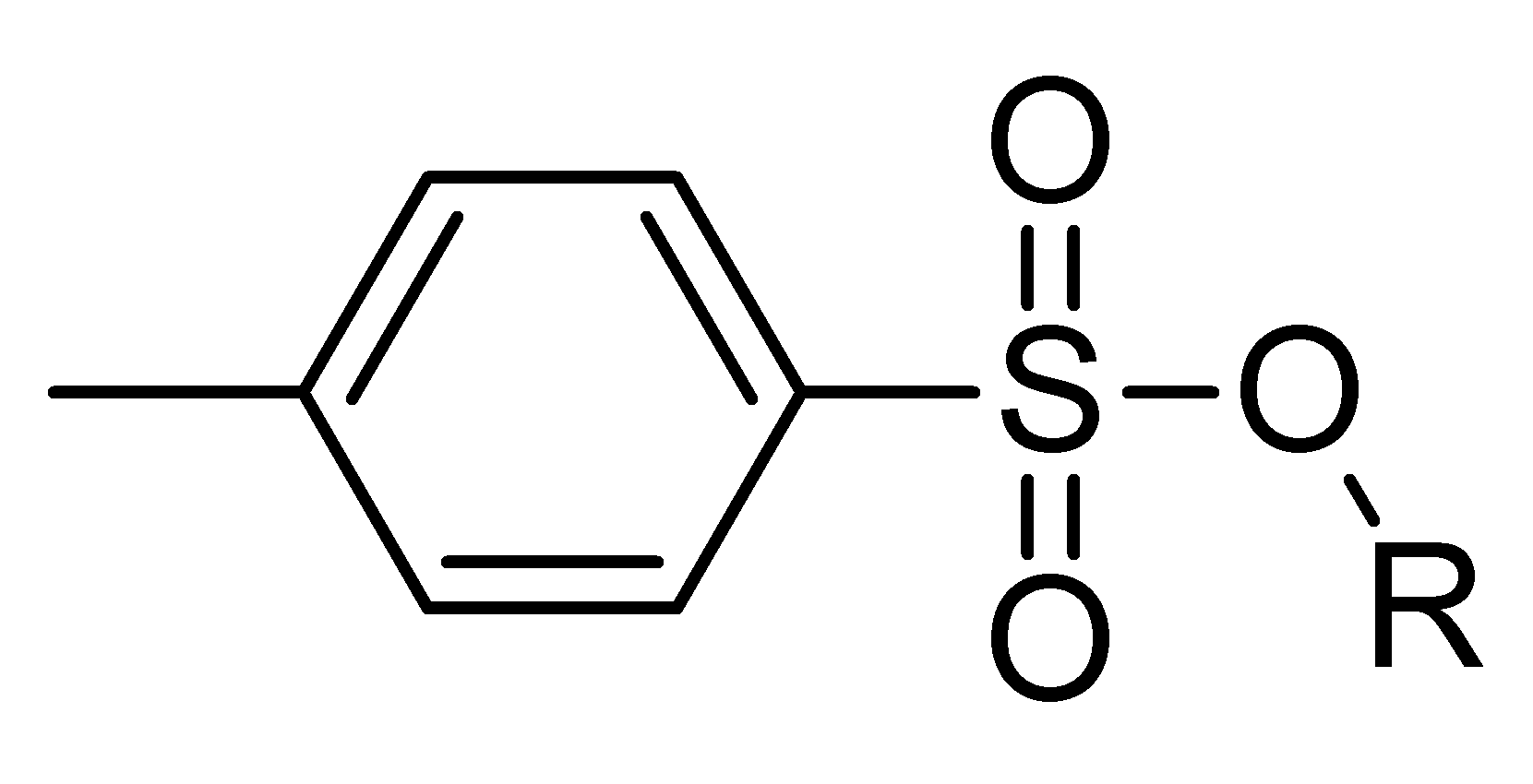
Gruppo tosilato

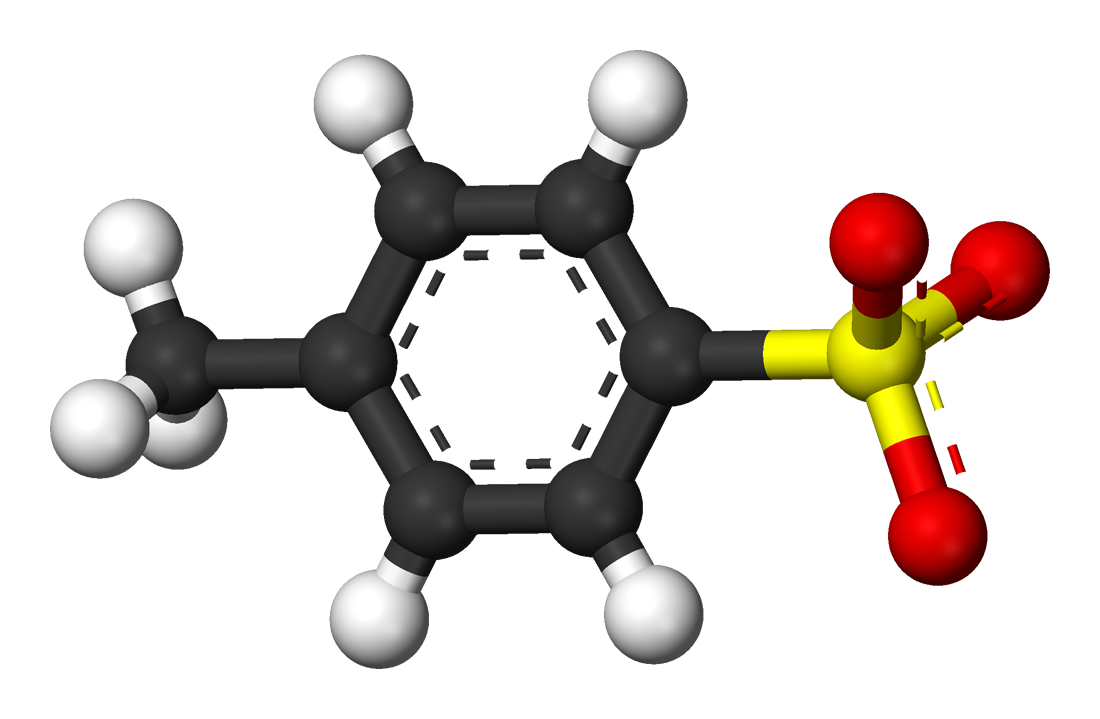
Modello ball and stick di un anione tosilato

Il gruppo tosilato (abbreviato con TsO-) è un gruppo funzionale con formula molecolare CH3C6H4SO3- (dal nome del gruppo funzionale toluensolfonile spesso abbreviato in tosile: CH3C6H4SO2, abbreviato spesso con Ts o Tos).  È l'anione dell'acido p-toluensolfonico. Il gruppo deriva spesso dal 4-toluenesolfonilcloruro, CH3C6H4SO2Cl. L'orientazione para è la più comune e per convenzione con il termine tosilato ci si riferisce a questa.